# Räväsjärvi
Räväsjärvi eller Reväsjärvi är en sjö i Finland. Den ligger i kommunen Rovaniemi i landskapet Lappland, i den norra delen av landet, 800 km norr om huvudstaden Helsingfors. Räväsjärvi ligger 194,4 meter över havet. Den är 8,08 meter djup. Arean är 1,53 kvadratkilometer och strandlinjen är 7,96 kilometer lång. Sjön  ingår i Kemi älvs huvudavrinningsområde.   Den sträcker sig 2,4 kilometer i nord-sydlig riktning, och 1,6 kilometer i öst-västlig riktning.
I övrigt finns följande vid Räväsjärvi:
- Pirttivaara (en kulle)